# Operation Uranus
Operation Uranus (russisch Операция «Уран») war die Bezeichnung des sowjetischen Oberkommandos für eine am 19. November 1942 begonnene Gegenoffensive der Roten Armee an der Ostfront während des Zweiten Weltkrieges. Sie war gerichtet gegen die Wehrmacht, die am 23. August 1942 den Angriff auf Stalingrad begonnen hatte, sowie gegen rumänische Truppen, die die Flanken der deutschen 6. Armee und 4. Panzerarmee deckten. Die Operation Uranus führte zur Einschließung von 250.000 bis 300.000 Soldaten der Achsenmächte im Kessel von Stalingrad und gilt als einer der Wendepunkte des Zweiten Weltkriegs.

## Ziele
Ziele der sowjetischen Streitkräfte waren die Einkesselung und Vernichtung der deutschen Truppen in und bei Stalingrad und der damit verbundene Entsatz der unter dem Kommando von Generalleutnant Wassili Tschuikow in Stalingrad am westlichen Wolga-Ufer kämpfenden Truppen der 62. Armee. Die Generäle Georgi Schukow (der spätere Sieger der Schlacht um Berlin) und Alexander Wassilewski (Chef des sowjetischen Generalstabs) hatten die Pläne hierzu seit dem September 1942 entwickelt. Der eigentliche Operationsplan wurde unter Wassilewskis Leitung ausgearbeitet.
Zunächst wurden umfangreiche Reserven hinter der Front zusammengezogen. Dazu wurden die eigenen Kräfte aufgespart und versucht, mit einem Minimum eigener Kräfte ein Maximum an Kräften in Stalingrad zu binden. Erfolgreich konnten dabei mit verhältnismäßig wenig Aufwand die deutschen Hauptkräfte an gewünschter Stelle gebunden werden. Während das deutsche Militär im Allgemeinen alle zur Verfügung stehenden Kräfte in die Eröffnungsschlacht warf, stellte die sowjetische Militärführung Reserven auf. Sie blieb taub gegenüber den Hilferufen nach Verstärkung von der Front und startete in dem Moment, als ihre absolute Überlegenheit gesichert war eine Aktion, in der sie jeden Widerstand in der festgelegten Stoßrichtung brach, so laut dem französische Militärattaché in Moskau General A. Guillaume, auch bei der Operation Uranus. Konstantin K. Rokossowski schrieb nach dem Krieg, die Feldherrnkunst bestehe darin, den Gegner „mit schwachen Kräften ausbluten zu lassen und als Reserve einen Stoßkeil bereitzuhalten, der ihn endgültig zerschlägt“. Geoffrey Roberts stimmt Richard Overy zu, dass der Sieg von der unvorstellbaren Tapferkeit von wenigen tausend Soldaten abhing, die so lange der 6. Armee in Stalingrad standhielten, bis sie in die Falle ging. Adrian E. Wettstein wirft Overy vor, mit seiner Interpretation klar in einer verklärenden sowjetischen Traditionslinie zu stehen. So boten statt „weniger tausend Männer“ mehr als eine halbe Million Soldaten der 6. Armee Paroli und 13.000 vollstreckte Todesurteile im Stalingrader Raum würden den „fast unbegreiflichen Mut“ der sowjetischen Verteidiger doch sehr viel begreiflicher machen.
Weiterhin wurden an der Wolga im Norden und Süden von Stalingrad Brückenköpfe gebildet, die als Ausgangsbasis für die geplante Operation dienen sollten, und entschlossen verteidigt. Der Brückenkopf in der Don-Schleife von Kremenskaja wurde im Anfang Oktober von deutscher Seite freiwillig dem Gegner überlassen, da der Kampf in Stalingrad immer neue Kräfte fraß.
Ferner sahen die sowjetischen Pläne eine Operation mit dem Codenamen Saturn vor, mit der die deutschen Heeresverbände im Kaukasus (vgl. Unternehmen Edelweiß) durch die Einnahme von Rostow am Don, kurz vor der Mündung des Flusses in das Asowsche Meer gelegen, abgeschnitten werden sollten. Von den Plänen betroffen waren nicht nur die 4. Panzerarmee unter Hermann Hoth und die später in Stalingrad eingekesselte deutsche 6. Armee unter Friedrich Paulus, sondern auch die gesamte Heeresgruppe A.
Etwa gleichzeitig fand die Operation Mars gegen die Heeresgruppe Mitte statt. Ihr sollte sich eine „Operation Jupiter“ anschließen, mit der die ganze Heeresgruppe Mitte eingeschlossen werden sollte. Insgesamt sollte mit diesen „kosmischen“ Feldzugsplan der Krieg 1943 gewonnen werden.

## Beteiligte Truppen

### Truppenverbände der Sowjetunion

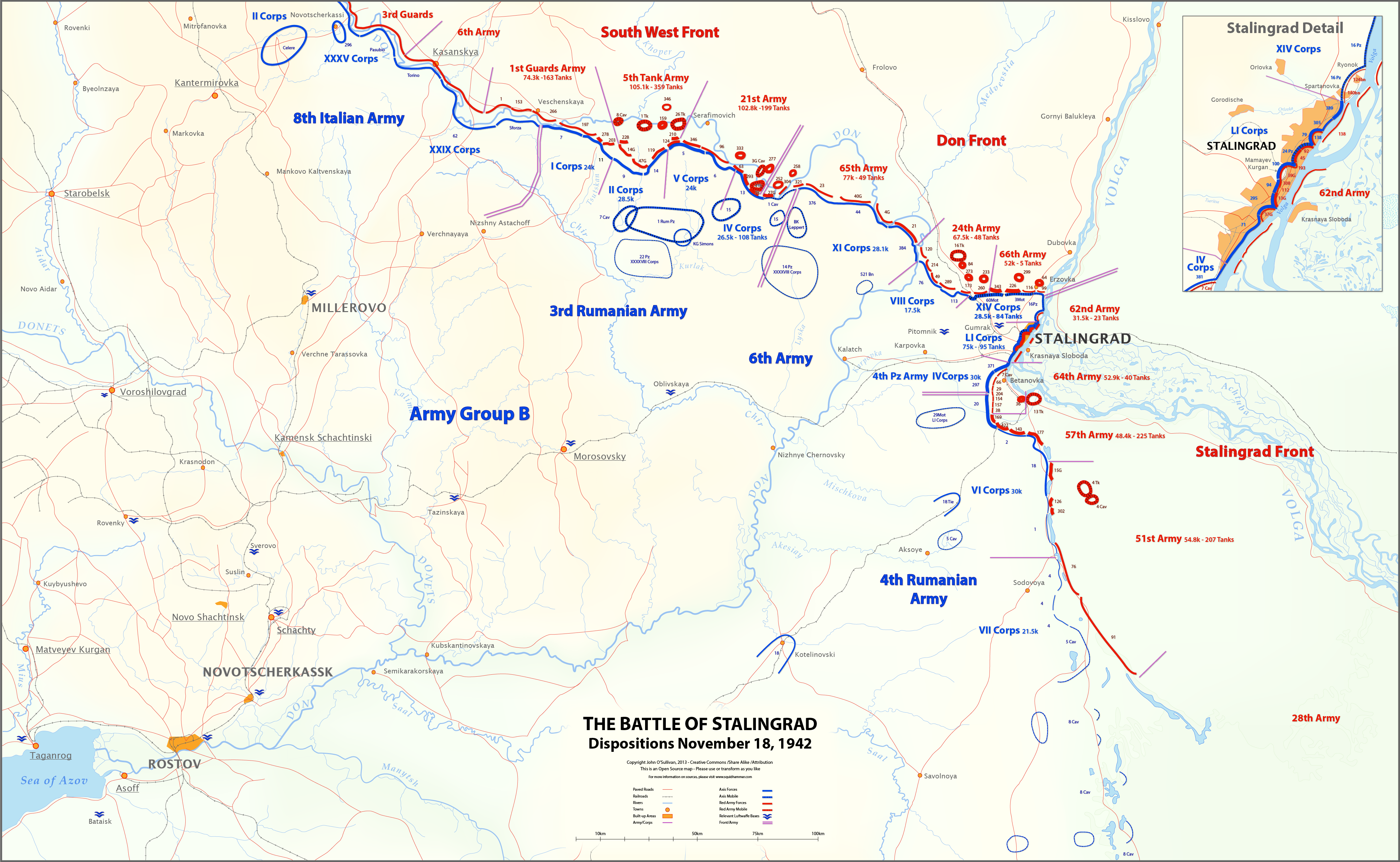
Gesamtlage am 18. November 1942

An der weiträumig angelegten Operation waren auf sowjetischer Seite die Südwestfront unter Nikolai Watutin, die Donfront unter Konstantin Rokossowski im Norden sowie die von Andrei Jerjomenko geführte Stalingrader Front im Süden beteiligt. Den Hauptschlag führte die Südwestfront. Die Fronten wurden durch die 2., 8., 16. und 17. Luftarmee unterstützt. General Wassili Tschuikow, seit dem 10. September 1942 Kommandeur der in Stalingrad kämpfenden 62. Armee, wurde erst am Vorabend des Angriffs über den Angriff informiert, um die Kampfbereitschaft seiner Truppen nicht absinken zu lassen oder das Unternehmen zu gefährden.
Für den Angriff wurden 115 Abteilungen mit Katjuscha-Raketenwerfern konzentriert, die mit 1250 Lafetten und Abschussvorrichtungen über ein Drittel der gesamten reaktiven Artillerie der Roten Armee verfügten.
Die sowjetischen Schlachtfliegerverbände führten bei der Offensive mit 555 Maschinen ihren ersten Masseneinsatz durch. Im Rahmen der „Luftoffensive“, die am 9. November 1942 in der Felddienstordnung der Roten Armee verankert wurde, sollten sie den angreifenden Bodentruppen ununterbrochene Unterstützung in allen Phasen des Angriffs liefern.
1942 wurde die Wolga-Rochade gebaut, eine 978 Kilometer lange strategische Bahnstrecke. Sie verläuft am östlichen Wolgaufer vom Bahnhof Ilowlja (in der Nähe von Stalingrad, dem heutigen Wolgograd) zum Bahnhof Swijaschsk (bei Kasan) und verbindet auch die Bahnhöfe Saratow, Sysran und Uljanowsk. Sie wurde gebaut, um nach einem möglichen Verlust des zentralen Eisenbahnknotenpunktes Moskau oder weiterer Gebiete westlich der Wolga eine frontnahe Nord-Süd-Eisenbahnverbindung zu haben. Der erste regelmäßige Verkehr auf der gesamten Strecke wurde am 15. Oktober 1942 mit einer Geschwindigkeit von bis zu 30 km/h begonnen.
Südwestfront (Generaloberst N. F. Watutin mit 398.000 Mann, 410 Panzern und 4.258 Geschützen)
- 1. Gardearmee, Generalleutnant D. D. Leljuschenko (1., 153., 197., 203., 266. und 278. Schützen-Division)
- 5. Panzerarmee, Generalmajor P. L. Romanenko (1. und 26. Panzerkorps, 8. Kavallerie-Korps, 14. und 47. Garde-Division, 50., 119., 124., 159., 210., 228. und 346. Schützen-Division)
- 21. Armee, Generalleutnant I. M. Tschistjakow (4. Panzerkorps, 3. Garde-Kavalleriekorps, 3. Garde-Division, 63., 76., 96., 277., 293. und 333. Schützen-Division)
- 17. Luftarmee, Generalmajor S. A. Krassowski
- 2. Luftarmee, Generalmajor K. N. Smirnow

Donfront (Generalleutnant K. K. Rokossowski mit 307.500 Mann, 161 Panzer und 4.177 Geschütze)
- 65. Armee, Generalleutnant P. I. Batow (4., 27. und 40. Garde-Division, 21., 23., 24., 252., 258.,304. und 321. Schützen-Division)
- 24. Armee, Generalmajor I. W. Galanin (16. Panzerkorps, 49. Garde-Division, 84., 120., 173., 214., 233., 260., 273. und 289. Schützen-Division)
- 66. Armee, Generalleutnant A. S. Schadow (64., 99., 116., 226., 299. und 343. Schützen-Division)
- 16. Luftarmee, Generalmajor S. I. Rudenko

Stalingrader Front (Generaloberst A. I. Jeremenko mit 429.000 Mann, 323 Panzer und 5.016 Geschütze)
- 62. Armee, Generalleutnant W. I. Tschuikow (13., 37. und 39. Garde-Division, 45., 95., 112., 124., 138., 149., 193., 284. und 308. Schützen-Division)
- 64. Armee, Generalmajor M. S. Schumilow (36. Garde-Division, 29., 38., 126., 157., 204., 208., 214., 229. Schützen- und 7. Kavallerie-Division)
- 57. Armee, Generalmajor F. I. Tolbuchin (13. Panzerkorps, 143., 169., 177. und 422. Schützen-Division)
- 51. Armee, Generalmajor N. I.  Trufanow (4. mechanisches Korps, 4. Kavalleriekorps, 15. Garde-Division, 91., 76., 126., 302. Schützen-Division)
- 28. Armee, Generalleutnant W. F. Gerassimenko (34. Garde-Division, 248. Schützen-Division)
- 8. Luftarmee, Generalmajor T. T. Chrjukin

### Truppenverbände der Achsenmächte
Auf deutscher Seite standen im Raum Stalingrad die 6. Armee und die 4. Panzerarmee, die rumänische 3. Armee sicherte den Don-Abschnitt nordwestlich von Stalingrad und die rumänische 4. Armee deckte untermischt mit der deutschen 4. Panzerarmee den Raum südlich von Stalingrad bis in die Kalmückensteppe.
Diese verfügten über folgende Verbände:
Rumänische 3. Armee Generalleutnant Petre Dumitrescu
- I. Armeekorps, Generalmajor Teodor Ionescu (7. und 11. Infanterie-Division)
- II. Armeekorps, Generalmajor Nicolae Dăscălescu (9., 14. Infanterie-Division und 7. Kavallerie-Division)
- IV. Armeekorps, Generalmajor Constantin Sănătescu (13. und 15. Infanterie- und 1. Kavallerie-Division)
- V. Armeekorps, Generalmajor Aurelian Sion (5. und 6. Infanterie-Division)

Reserve:
- XVII. Armeekorps, Generalleutnant Hollidt (62. und 387. Infanterie-Division)
- XXXXVIII. Panzerkorps, Generalleutnant Ferdinand Heim (rumänische 1. Panzerdivision, 22. Panzer-Division, 14. Panzer-Division, Alarmdivision Tschir)

Deutsche 6. Armee Generaloberst Friedrich Paulus
- XI. Armeekorps mit 44., 376. und 384. Infanterie-Division
- VIII. Armeekorps mit 76. und 113. Infanterie-Division
- XIV. Panzerkorps mit 94. Infanterie-, 16. Panzer-Division, 3. und 60. Infanterie-Division (mot.)
- LI. Armeekorps mit 71., 79., 295., 305. und 389. Infanterie-Division, 24. Panzer-Division, kroat. Reg. 369, 100. Jäger-Division

Reserve:
- Gruppe Lepper

Deutsche 4. Panzerarmee Generaloberst Hermann Hoth
- 16. Infanterie-Division (mot.)
- IV. Armeekorps (General Erwin Jaenecke) mit 371. und 297. Infanterie-Division, rumänische 20. Infanteriedivision

Reserve:
- 29. Infanterie-Division (mot.)

Rumänische 4. Armee Generalleutnant Constantin Constantinescu
- VI. Armeekorps (Generalleutnant Corneliu Dragalina) mit 1., 4., 2. und 18. Infanterie-Division
- VII. Armeekorps mit 5. und 8. Kavallerie-Division

## Überraschungsmoment
Die deutsche Führung erwartete die sowjetische Hauptoffensive im Mittelabschnitt. Damit lag sie auch richtig, bei der wenige Tage später startenden Operation Mars wurden mit 1,9 Millionen Mann, 25.000 Geschützen, 3.500 Panzern und 1.000 Flugzeugen stärkere Kräfte eingesetzt, jedoch wurde die sowjetische Kapazität unterschätzt, gleichzeitig eine ähnlich starke Offensive im Süden zu starten. Für die sowjetische Führung waren das Überraschungsmoment und die gründliche Vorbereitung entscheidend für den Erfolg. Die sowjetischen Vorbereitungen für die Offensive, die im offenen Steppengelände erfolgen mussten, wurden zwar von der deutschen Seite erkannt, aber das Ausmaß wurde unterschätzt. Für Generalstabschef Franz Halder war die Sowjetunion „zu sehr geschwächt, um uns etwa so wie im letzten Winter gefährlich werden zu können“. Der Stabschef der 6. Armee Arthur Schmidt schrieb in einem Brief:

„Ganz überraschend kam uns die Lage nicht, wenn auch plötzlicher, als wir dachten [...] Wir haben alle die Gefahr nicht in ihrer Größe erkannt, uns überschätzt und den Russen wiedermal unterschätzt“

Ein Fernschreiben der Heeresgruppe B vom 27. November 1942 an die Heeresgruppe Don konstatierte der Roten Armee bei diesem Angriff: „Gute Tarnung aller Einzelheiten des Aufmarsches, insbesondere der Panzerverbände“, „Weitgehende gelungene Funkstille der Angriffsverbände“, „Fast nur nächtliche Marschbewegungen“, „unauffällige Stosstrupptaetigkeit“. Die Masse der sowjetischen Panzerbrigaden konnte nicht aufgeklärt werden. Die sowjetische militärische Abwehr ergriff für die Stalingrader Gegenoffensive nach eigenen Angaben „maximale Maßnahmen“, um zu verhindern, dass deutsche Agenten das Zusammenziehen der Kräfte aufklären, den deutschen Spionagedienst zu desinformieren und Verratserscheinungen in den eigenen Reihen zu bekämpfen. Laut dem für die Aufklärung der Feindlage zuständigen Ic der Heeresgruppe Süd Hans-Adolf von Blumröder war der Einsatz von Agenten zur Aufklärung schwierig und nicht sehr erfolgreich. Die sowjetischen Verbände wurden bis zur letzten Minute im weiten Hinterland verborgen, und dann mit einem brachial durchgesetzten Eisenbahnprogramm innerhalb weniger Tage an die Front gefahren. Dies entging der deutschen Aufklärung. Dabei wurden 23 Bahnhofskommandanten wegen angeblicher Sabotage des Beförderungsplans ohne Gerichtsverfahren erschossen.
Die für Feindaufklärung zuständige deutsche Abteilung Fremde Heere Ost meldete erstmals am 7. November Angriffsvorbereitungen im Brückenkopf Kletskaja und möglicherweise im Raum südlich der Chopjor-Mündung. Ebenfalls am 7. November meldete der deutsche Verbindungsstab bei der 3. rumänischen Armee: „Erwarten 8.11. stärkeren Feindangriff mit Panzern Kletskaja - Raspopinskaja.“ Paulus meinte aber, wegen der „paar Panzer bei Kletskaja“ solle man sich nicht beunruhigen. Am 9. November wurde die Lage als ernster erachtet und beschlossen, das XXXXVIII. Panzerkorps heranzuführen, Der Ia Oberst i. G. Winter meinte, damit seien alle Vorsichtsmaßregeln getroffen worden. Am 12. November wurde beschlossen, dem aus 2 Panzerdivisionen bestehenden XXXXVIII. Panzerkorps die 14. Panzerdivision zuzuführen. Der Chef der im Raum Stalingrad operierenden Fliegerkräfte Wolfram von Richthofen notierte am 16. November 1942 in seinem Tagebuch:

„Die gedankliche Schwäche unserer derzeitigen Führung ergibt sich aus der Tatsache, daß wir mit 3 PD in Erwartung eines russischen Angriffs herumstehen, statt wie bisher selbstverständlich mit starken Kräftegruppen vorzubrechen und die Russen zu zerschlagen.“

Am 12. Dezember 1942 unterhielten sich Hitler und der neue Generalstabschef Kurt Zeitzler darüber, dass in den ersten 24 Stunden keine Gegenmaßnahmen eingeleitet wurden, weil man den Angriff für einen der tagelang vorhergehenden „Kleckerangriffe“ hielt. Zeitzler äußerte: „Das hat der Russe von sich aus sehr geschickt gemacht, daß er ruhig so anfängt, einen in Sicherheit wiegt, daß man sagt, es sind nur kleine Sachen und auf einmal geht in diesem Raum eine große Sache los.“ Nach dem Krieg behauptete Zeitzler hingegen, er habe unmittelbar von dem Artillerieschlag, der die Offensive einleitete, erfahren und gewusst, dies sei die Offensive, vor der er Hitler seit langem gewarnt habe und er habe sofort mit Hitler telefoniert und ihm die Entscheidung, das 48. Panzerkorps zum Gegenangriff einzusetzen, abgerungen.

## Der Angriff

### Offensive der Südwestfront
| Typ                   | Granaten |
| --------------------- | -------- |
| 82-mm-Granatwerfer    | 185.390  |
| 120-mm-Granatwerfer   | 29.565   |
| 45-mm-Kanone          | 68.784   |
| 76-mm-Regimentskanone | 27.556   |
| 76-mm-Divisionskanone | 119.220  |
| 122-mm-Haubitze       | 23.472   |
| 152-mm-Haubitze       | 8.957    |

Am 19. November 1942 um 07:30 Uhr (Moskauer Zeit) begann der Angriff der Südwestfront im Norden von Stalingrad mit einem 80-minütigen Artillerieschlag aus 3500 Rohren (70 Rohre pro Kilometer) auf die Stellungen der rumänischen 3. Armee (General Petre Dumitrescu). Um 08:50 Uhr trat aus dem Brückenkopf von Serafimowitsch die 5. Panzerarmee (General Romanenko) und aus dem Brückenkopf von Kletskaja die 21. Armee (General Tschistjakow) zum Durchbruch nach Süden an. Erstmals wandten die sowjetischen Truppen hier das Konzept der Artillerieoffensive an, bei dem die Artillerie nicht nur den Angriff vorbereitet, sondern in allen Phasen des Kampfes die Truppen Artillerieunterstützung bekamen. Gegen Mittag brach der Widerstand des rumänischen II. und IV. Korps zusammen. Die 293. und 76. Schützen-Division konnten die gegnerische Linien auf 9 km Breite und einer Tiefe von 5 bis 7 km durchbrechen. Nach diesem Erfolg führte General Tschistjakow das in Reserve stehende 4. Panzerkorps (General Krawtschenko) und 3. Garde-Kavalleriekorps (Plijew) ein, um den Erfolg der ersten Staffel auszubauen. In der Mitte wurde das V. Korps durch die 293. und die 76. Schützen-Division im Raum der Dörfer Baschowski, Belonemuhin und Raspopinskaja vollständig eingekesselt. Die rumänischen Einheiten im Durchbruchs-Abschnitt wurden zerschlagen, lösten sich auf oder flüchteten in Panik. Um 9:45 Uhr (deutscher Zeit) entschloss sich General Ferdinand Heim, ohne den Befehl der Heeresgruppe abzuwarten, zum Einsatz des in Reserve stehenden XXXXVIII. Panzerkorps nach Nordosten gegen die aus dem Raum Kletskaja angreifende Don Front. Um 11:50 Uhr erfolgte jedoch der Befehl der Heeresgruppe, das Panzerkorps nach Nordwesten anzusetzen gegen die Südwestfront, die den Hauptschlag führte. Zur Strategie der Roten Armee gehörte es, zahlreiche gleichzeitige Angriffe auf breiter Front zu führen, um die Richtung des Hauptschlages zu verschleiern. Die 22. Panzerdivision versuchte, am Kurtljak-Abschnitt dem sowjetischen Vorstoß entgegenzutreten, wurde aber durch das sowjetische 1. und 26. Panzerkorps (General Rodin) bei Tschernyschewskaja über den Tschir zurückgedrängt.
Am Abend des Tages klaffte in der Mitte der rumänischen 3. Armee eine 70 km breite Lücke, der Rest war eingekesselt. Eingeschlossen waren die rumänische 1. Panzerdivision, die 5., 6. und 15. Infanterie-Division sowie große Teile der 13. und 14. Infanterie-Division. Der Kommandeur der 6. Infanteriedivision, Generalmajor Mihai Lascăr, übernahm im Kessel das Oberkommando der „Gruppe Lascăr“ (etwa 40.000 Mann). Die rumänische 1. Kavallerie-Division wurde durch das sowjetische 3. Garde-Kavallerie-Korps nach Osten gegen das deutsche XI. Armeekorps abgedrängt, das sich seinerseits durch starke Angriffe der sowjetischen 65. Armee mit der 44. und 384. Infanteriedivision nach Akimowski zurückkämpfen musste, wo das VIII. Armeekorps bis 20. November einen Brückenkopf offen hielt. 
Schlechtes Wetter machte den Einsatz der Luftwaffe auf beiden Seiten in den ersten Tagen weitgehend unmöglich. Wobei die deutschen Fliegerkräfte in diesen Tagen bis zum 24. November, als sich das Wetter besserte, 150 Einsätze flogen. Die sowjetische Seite flog in dieser Zeit 1000 Einsätze, hauptsächlich mit Iljuschin Il-2, die mit weißem Tarnanstrich plötzlich aus dem weißen Himmel herabstießen.
Noch am 21. November versuchte die deutsche 22. Panzerdivision in Richtung Perelasowski vorzustoßen, um die Verbindung mit der rumänischen 1. Panzerdivision herzustellen und die „Gruppe Lascăr“ zu entsetzen, scheiterte jedoch und musste sich am nächsten Tag zum Tschir zurückkämpfen. Die rumänische 1. Panzerdivision (Generalmajor Radu) versuchte ihrerseits vergeblich über Bolschoje Donschynka auszubrechen, aber dieses Dorf befand sich bereits fest in sowjetischer Hand.
Am Nachmittag des 21. November musste das Armeeoberkommando der 6. Armee seinen Gefechtsstand vor dem heranrollenden sowjetischen 4. Panzerkorps räumen. Bei der Verlegung begegneten dem Stab deutsche und rumänische Soldaten in wilder Flucht, der 1. Ordonnanzoffizier des Stabes der 6. Armee Wilhelm Adam beschrieb dies mit den Worten:

„Von Angst vor den sowjetischen Panzern gepeitscht, jagten LKW, Befehlswagen, PKW, Kräder, Reiter und pferdebespannte Fahrzeuge nach Westen, prallten aufeinander, fuhren sich fest, stürzten um, versperrten den Weg. Zwischendurch stießen, drückten, schoben, wälzten sich Fußgänger. Wer stolperte und zu Boden fiel, kam nicht wieder auf die Beine. Er wurde zertreten, überfahren, platt gewalzt.“

Am 22. November übermittelte die eingekreiste rumänische „Gruppe Lascăr“, deren weiterer Widerstand um jeden Preis angeordnet worden war, ihre letzte Botschaft. Nur einem Bataillon vom 15. Infanterie-Regiment der 6. Infanteriedivision gelang es, vollständig zum Fluss Tschir zu entkommen. Dieses Bataillon unter Major Gheorghe Rasconescu konnte zudem am 26. November die sowjetische 8. Kavalleriedivision daran hindern, den wichtigen Flugplatz von Obliwskaja zu besetzen.

### Offensive der Stalingrader Front
Am 20. November um 09:30 Uhr begann der Angriff im Süden Stalingrads durch die 57. Armee (General Tolbuchin) der Stalingrader Front (Jeremenko). Das sowjetische 13. Panzerkorps (Generalmajor Tanastschischin) durchbrach bei Krasnoarmeisk den nördlichen Flügel der rumänischen 4. Armee. Die rumänische 20. Division unter General Tataranu wurde dabei nordwärts zum deutschen IV. Armeekorps nach Beketowka abgedrängt und später mit diesem und der 6. Armee eingekesselt. Der zweite Angriffskeil, das 4. mechanisierte Korps (Generalmajor Wolski) der 51. Armee (General Trufanow), durchbrach die Front des rumänischen VI. Korps (Generalleutnant Dragalina) bei der Bahnstation Tundutowo und konnte auch von der deutschen 29. mot. Infanteriedivision nicht gestoppt werden. Am südlichen Flügel des Angriffskeiles brach die 61. und 81. Kavallerie-Division des 4. Kavalleriekorps unter Generalleutnant T. T. Schapkin durch die Stellungen des rumänischen VII. Korps (General Mitrănescu) südlich der Eisenbahnlinie von Krasnoarmeisk über Abganerowo zum Aksai-Abschnitt in Richtung auf Kotelnikowo durch.
Erst am Nachmittag des 20. November erkannte Generaloberst Paulus die Absicht des Gegners, die 6. Armee vollständig einzukesseln. Er löste das Generalkommando XIV aus der nördlichen Front von Stalingrad heraus, um mit der 3. (mot.) Infanteriedivision den bedrohten Rückzugsweg bei Kalatsch am Don offen zu halten. General Hube übernahm in Golubinskaja die Verteidigung der Don-Übergänge und erhielt Teile der 14. und 16. Panzerdivision als Verstärkung. Dieser Versuch scheiterte, als Leutnant Filipow in der Nacht zum 22. November mit zwei Panzern und einem gekaperten deutschen Aufklärungsfahrzeug die Wachen an der Brücke über den Don bei Kalatsch täuschen konnte und die Brücke handstreichartig besetzte.
Das zunächst noch der 4. Panzerarmee unterstellte IV. Armeekorps wurde nach der Abdrängung in den Kessel am 22. November ebenfalls der 6. Armee unterstellt. Bereits am 23. November um 16 Uhr vereinigten sich die Stoßkeile des 4. Panzerkorps unter Krawtschenko von der Südwestfront mit dem 4. mechanisierten Korps der Stalingrader Front an der Bahnstation Sowjetski bei Kalatsch und schnitten östlich davon die deutschen Truppen zwischen Don und Wolga ab. Im Kessel von Stalingrad befanden sich neben der deutschen 6. Armee mit nunmehr fünf Generalkommandos und 20 deutschen Divisionen, Luftwaffenverbände, zwei rumänische Divisionen und ein kroatisches Regiment – zusammen insgesamt bis zu 300.000 Soldaten.
Kurz nach der Einschließung beriet Hitler in einer Besprechung mit Wilhelm Keitel, Alfred Jodl und Kurt Zeitzler die entstandene Lage. Laut Zeitzler stimmte Keitel mit den Worten „Mein Führer, geben sie die Wolga nicht auf“ Hitlers Entschluss zu, die 6. Armee nicht aus dem Kessel ausbrechen zu lassen. Jodl plädierte auch dafür an der Wolga auszuhalten, während Zeitzler dagegen war.

## Luftblockade
Um die Luftversorgung des Kessels zu verhindern, errichtete die Rote Armee erstmals eine Luftblockade. Sie wurde von Alexander A. Nowikow geleitet, der die Abfangoperationen zentral per Funk anordnete, wobei die sowjetischen Jagdflugzeuge zum ersten Mal mit Funkgeräten ausgerüstet waren. Die Abwehr wurde in vier Zonen aufgeteilt. In der ersten Zone lagen die Flugfelder, von denen die deutschen Fliegerkräfte aus operierten. Diese wurden regelmäßig bei Tag von Einheiten in Regimentsstärke bestehend aus 40 bis 50 Flugzeugen und in der Nacht von Nachtbombern angegriffen. Die zweite Zone befand sich zwischen dem inneren und äußeren Erschließungsring. Sie war in 5 Sektoren unterteilt, in der jeweils eine Jagdfliegerdivision, teils in „Freier Jagd“, operierte. In der 30 Kilometer breiten dritten Zone um den Kessel wurden Flakgeschütze entlang der Flugrouten stationiert. Die vierte Zone war der Kessel selbst, wo sowjetische Jäger versuchten, die Transporter in ihrem verwundbarsten Moment, beim Start und der Landung, zu bekämpfen. Als Konsequenz mussten die Masse der deutschen Einflüge in die Nacht oder in Perioden schlechten Wetters verlegt werden. Nach deutschen Angaben gingen 488 Flugzeuge und nach sowjetischen Angaben mehr als 1.000 Flugzeuge beim Versuch, die 6. Armee aus der Luft zu versorgen, verloren.

## Deutscher Entsatzversuch
Unter der Führung des Generalfeldmarschall Erich von Manstein etablierte sich am 26. November 1942 in Nowotscherkask das Hauptquartier der neuen Heeresgruppe Don, welche auf Anweisung Hitlers vom Südwesten her, über Kotelnikowo den Versuch zum Entsatz der 6. Armee führen sollte. Wenige Tage zuvor hatte sich Manstein mit Generalfeldmarschall von Weichs im Hauptquartier der Heeresgruppe B in Starobelsk in die schwierige Lage der 6. Armee einweisen lassen. Neben der eingeschlossenen 6. Armee wurden der Heeresgruppe Don die 4. Panzerarmee, einschließlich der ihr unterstellten Reste der rumänischen 4. Armee zugewiesen. Dazu kamen die Kampfgruppen und Alarmeinheiten des XVII. Armeekorps am Tschir-Abschnitt, sowie die Reste der rumänischen 3. Armee. Nachdem die über Morowskaja zugeführte 7. Luftwaffen-Felddivision bei Nischne Tschirskaja bei sowjetischen Angriffen völlig zerschlagen wurde, übernahm die neu gebildete Armeeabteilung Hollidt die Verteidigung am Tschir.
In den Tagen nach dem Zusammentreffen des nördlichen und südlichen Zangenflügels wurde der Korridor, der die eingeschlossenen Verbände von der eigenen Front trennte, auf bis zu 150 Kilometer verbreitert. Rund 60 sowjetische Divisionen bildeten einen Einschließungsring, der auch durch das deutsche Unternehmen Wintergewitter im Dezember nicht durchbrochen werden konnte. Die von Luftwaffenchef Hermann Göring zugesagte Luftversorgung des Kessels mit 500 Tonnen pro Tag wurde zu keinem Zeitpunkt auch nur annähernd erreicht und die Lage der eingeschlossenen Truppen folglich von Tag zu Tag aussichtsloser. Am 31. Januar bzw. 2. Februar 1943 kapitulierten die deutschen Verbände in Stalingrad. 110.000 Soldaten der Wehrmacht und verbündeter Truppen kamen in Kriegsgefangenschaft.

## Folgen

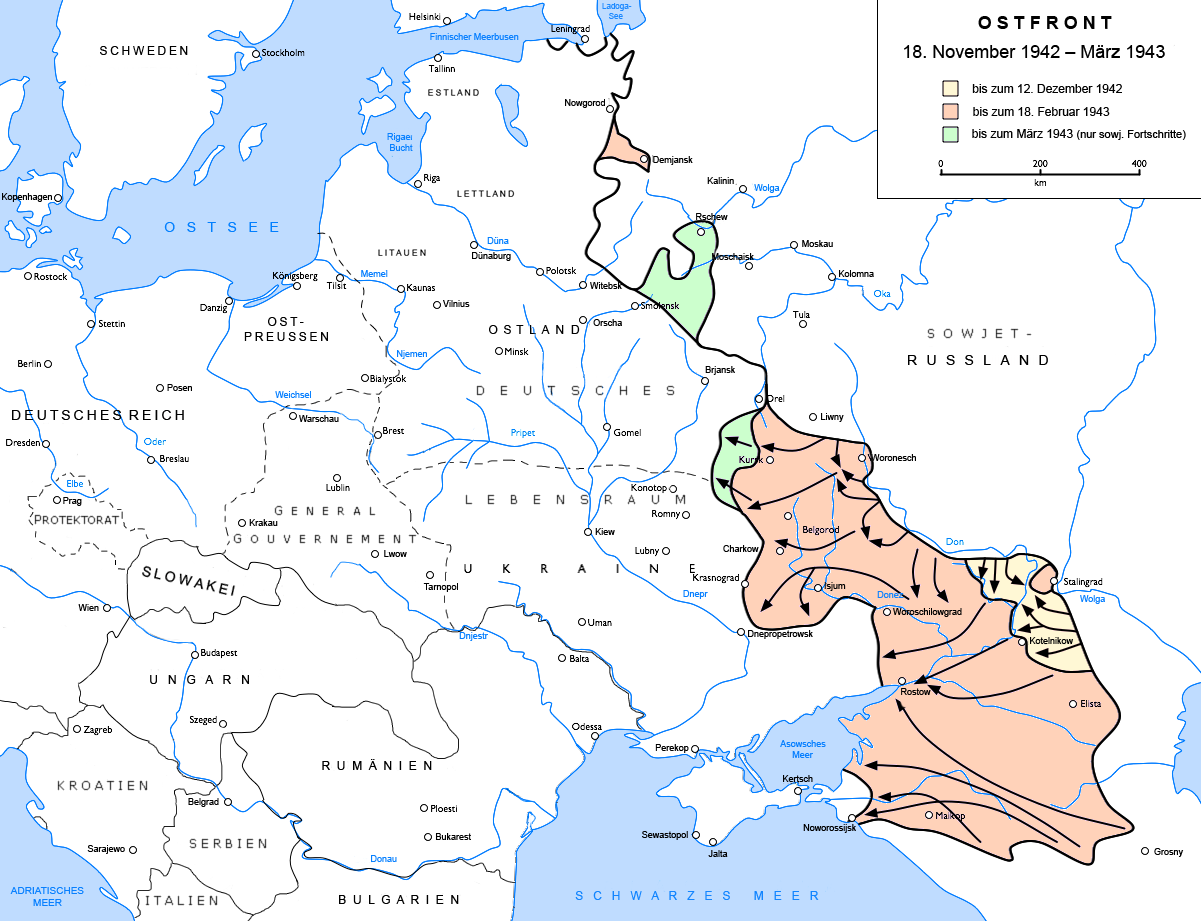
Geländegewinne der Roten Armee vom November 1942 bis März 1943. Gelbe Abschnitte zeigen die Erfolge der Operationen Uranus und Kolzo.

Laut Paulus waren die militärischen Kommandostellen beherrscht von dem Denken, mit der Sommeroffensive 1942 die Entscheidung des Krieges herbeizuführen. Mit Beginn der sowjetischen Gegenoffensive und der Einkesselung der deutschen Truppen setzte sich hingegen immer mehr die Erkenntnis durch, dass an die Stelle „siegreicher Abschluß des Feldzuges gegen Rußland“ die Frage trat, wie im Osten die vollständige Niederlage und damit der Verlust des ganzen Krieges vermieden werden kann. Seit Anfang Dezember 1942 mehrten sich Beobachtungen einer zunehmenden Panikstimmung innerhalb der deutschen Führung und im Laufe des Dezember 1942 wurden die ersten Maßnahmen für den Totalen Krieg beraten und beschlossen, den man als einzigen Ausweg ansah. Offiziell erfuhr das deutsche Volk hingegen bis in den Januar 1943 hinein nichts von der Einschließung. Der Wehrmachtbericht gab bis Ende 1942 ein verschwommenes Bild der militärischen Lage. Am 10. Januar wurde erstmals das Ausmaß und Charakter des Geschehens deutlich, als von einer Abwehrschlacht im gesamten Süden der Ostfront die Rede war. Am 6. Dezember 1942 erfuhr man erstmals das »die kämpfende Truppe« aus der Luft versorgt worden ist. Am 16. Januar 1943 war dann von „heldenmütigen Abwehrkämpfen gegen den von allen Seiten angreifenden Feind“ bei Stalingrad die Rede. Am 17. Dezember 1942 meldeten die Stimmungsberichte des Sicherheitsdienstes erstmals das Aufkommen von Gerüchten in der Bevölkerung über die Einschließung von 80.000 bis 100.000 Soldaten in Stalingrad. Auch gegenüber dem finnischen Verbündeten waren die täglichen Lagemeldungen der deutschen Attachéabteilung derart mager und inhaltlos geworden, dass der finnische Generalstab Ende November 1942 zum ersten Mal im Krieg die Fähnchen nach Angaben des sowjetischen Rundfunks in die Karte stecken musste. Während die deutschen Medien in anhaltendes Schweigen verfielen, verfolgten Zeitungen in anderen Teilen der Welt die Offensive mit großem Interesse und Enthusiasmus. Das offizielle Eingeständnis der Katastrophe erfolgte erst Ende Januar 1943 und in der Sportpalastrede gab es zum ersten Mal von ganz oben eine Bestätigung für den Ernst der entstandenen Lage. Laut Dietrich von Choltitz verlor ein großer Teil der Soldaten und Offiziere aller Waffengattungen mit Stalingrad den Glauben an die Überlegenheit der eigenen Führung, der er bis dahin in gläubigem Vertrauen gefolgt ist. Nach Marcel Stein wurde der Mythos der Überlegenheit des deutschen Generalstabs zu Grab getragen.
Sowjetische Quellen geben 330.000 eingeschlossene Soldaten an. Manfred Kehrig ermittelte die Zahl von 300.000. Rüdiger Overmans berechnete die Zahl mit 250.000. Davon waren nach Overmans 195.000 Deutsche, 50.000 Hilfswillige und 5.000 Rumänen. Antony Beevor gibt auf Grund von Angaben des Oberquartiermeisters der 6. Armee 290.000 Mann an, davon 20.300 Hiwis und 11.000 Rumänen. Im Kessel von Stalingrad gingen 50.000 LkW und eine ganze Jahresproduktion an PKW, sowie die „Masse der Heeresartillerie“ verloren.
Nach Einschätzung von Erich von Manstein nach dem Krieg, war trotz der Vernichtung der 6. Armee und der Zertrümmerung der Verbündeten-Armeen die Entscheidung im Ostfeldzug noch nicht gefallen. Auch Rüstungsminister Albert Speer vertrat nach dem Krieg die Ansicht, mit dem von ihm organisieren Waffenaustoß sei bei reiner Defensivpolitik nach Stalingrad noch eine Patt-Lösung möglich gewesen.
Der Verlust an Menschen und Material während der ganzen Schlacht von Stalingrad waren für das Deutsche Reich schwerer zu verkraften als für die Sowjetunion, die trotz erheblicher Verluste nach und nach den deutschen Truppen das Heft des Handelns aus der Hand nahm und immer häufiger in die Offensive ging. Die sowjetische Rüstungsindustrie erlangte zudem eine hohe Leistungsfähigkeit und ab Frühjahr 1943 liefen nun auch noch die Lieferungen aus den USA im Rahmen des Leih- und Pachtgesetzes in großem Maße an, was zu einer zunehmenden materiellen Überlegenheit der Roten Armee führte.
Die Operation Uranus war der erste Erfolg einer großangelegten sowjetischen Umfassungs-Operation während des Krieges. Sie und die nachfolgende Niederlage und Kapitulation der in Stalingrad eingeschlossenen Verbände zerstörten endgültig den Mythos der Unbesiegbarkeit der deutschen Wehrmacht, der mit der Niederlage vor Moskau im Winter zuvor schon schwer angeschlagen war, den die deutsche Wehrmacht sich durch ihre Erfolge vom Kriegsbeginn an bis in die Anfangsphase des Kriegs gegen die Sowjetunion erworben hatte. Der Sieg der Roten Armee führte zu einem großen Schub für das Selbstbewusstsein der sowjetischen Truppen und Führung. Dieser Sieg gründete sich auf die Identifizierung der deutschen Schwachpunkte, hauptsächlich die schwächere Kampfkraft der mit Deutschland verbündeten Armeen, die überwiegend mit den Waffen der von Deutschland besiegten Kriegsgegner ausgerüstet wurde, für die es häufig keine ausreichende Munition gab. Man hatte auch erkannt, dass das unbedingte Festhalten Hitlers an von seinen Truppen eroberten Gebieten strategisch wichtige Rückzüge und Frontverkürzungen verhinderte. Es wurde auch offensichtlich, dass Deutschland in den Weiten der Sowjetunion die eigenen Truppen nicht ausreichend versorgen konnte, was die körperliche Leistungsfähigkeit der Truppen reduzierte und die Kampfkraft der häufig nur notdürftig reparierten Technik verschlechterte.
Am 29. März 1945 schrieb Albert Speer an Hitler:

„Noch nie haben in einem Krieg die äußeren Umstände, etwa das Wetter, eine so ausschlaggebende und unglückliche Rolle gespielt wie ausgerechnet in diesem technischen aller Kriege: der Frost vor Moskau, das Nebelwetter bei Stalingrad und der blaue Himmel über der Winteroffensive 1944 im Westen.“

## Sonstiges
Der Tag des Beginns der Gegenoffensive, der 19. November, wurde in der Sowjetunion am 21. Oktober 1944 zum Tag der Artillerie ernannt.
Die Prawda vom 1. Dezember 1942 behauptete, dass Stalin Winston Churchill bereits im August 1942 auf der Karte den Punkt für die sowjetische Gegenoffensive gezeigt habe.
Mao Tse-Tung schrieb am 12. Oktober 1942 über die Stalingrader Schlacht:

„Diese Schlacht ist nicht nur der Wendepunkt im Verlaufe des sowjetisch-deutschen Krieges und nicht einmal nur der Wendepunkt im Verlauf des gegenwärtigen Weltkrieges gegen den Faschismus, sie wird auch der Wendepunkt in der gesamten Menschheitsgeschichte sein. [...] Er [Hitler] gibt sich noch keine Rechenschaft über das Mißverhältnis, das zwischen seinen realen Kräften und seinen Gelüsten besteht, und er ist daher, nachdem er sich eine seine Kräfte übersteigende Last aufgebürdet hat, jetzt in eine ausweglose Lage geraten. Die Sowjetunion aber wird umgekehrt im Verlaufe des Krieges immer stärker und stärker. Die vierte Etappe des Krieges, die in diesem Winter beginnt, wird Hitler ins Grab bringen.“